# Creu Trencada (Gràcia)
La Creu Trencada era una creu de terme que assenyalava la divisió territorial entre Gràcia i primer Sarrià i després Sant Gervasi de Cassoles. Estava situada al marge dret de la riera de Cassoles, poc abans d'on s'unia amb la riera de Sant Gervasi, a l'actual plaça de Gal·la Placídia de Barcelona, paratge que al segle XVII ja s'anomenava Creu Trencada, doncs d'aquesta creu només en quedava la base.
La base de la creu fou trobada el 1930, durant unes obres a la placeta que hi havia davant de l'estació del ferrocarril.